# Myszorówka czadyjska
Myszorówka czadyjska (Mastomys kollmannspergeri) – gatunek gryzonia z rodziny myszowatych, występujący w Afryce Subsaharyjskiej.

## Klasyfikacja
Gatunek został opisany naukowo w 1957 roku przez F. Pettera na podstawie holotypu z regionu Aïru w północnym Nigrze, jako podgatunek myszorówki natalskiej (M. natalensis). Wyróżnia się kariotypem (38 par chromosomów, FNa wynosi 40-41). Gryzonie znad jeziora Czad, opisane w 1989 roku jako M. verheyeni, należą do tego samego gatunku. Myszorówka natalska, myszorówka przylądkowa (M. coucha), myszorówka biało-ruda (M. erythroleucus) oraz myszorówka zalewowa (M. huberti) tworzą grupę siostrzaną wobec tego gatunku.

## Biologia
Gryzonie te występują w Czadzie, północnym Kamerunie, Nigrze i północno-wschodniej Nigerii, wschodnim Sudanie i Sudanie Południowym. Myszorówki czadyjskie są spotykane w wielu środowiskach, były chwytane na piaszczystych polach prosa, pod krzewami otaczającymi uprawiane ogrody, w wyschniętych oczkach wodnych, na nieuprawianych równinach pokrytych luźnym żwirem i terenach zalewowych. Wydaje się gnieździć w szczelinach z wysychania.

## Populacja
Myszorówki czadyjskie są szeroko rozprzestrzenione i lokalnie liczne, występują w różnorodnych środowiskach. Populacja jest stabilna, nie są znane zagrożenia dla tego gatunku. Jest on uznawany za gatunek najmniejszej troski. Wraz z myszorówką biało-rudą występuje w Parku Narodowym Zakouma w Czadzie.